# (4885) Grange
(4885) Grange (1980 LU) – planetoida z pasa głównego asteroid okrążająca Słońce w ciągu 3,79 lat w średniej odległości 2,43 j.a. Odkryta 10 czerwca 1980 roku.